# Копанский переулок
Копанский переулок — переулок в центральной части Кирова. Единственное сохранившееся свидетельство о проектировавшихся по плану 1784 года диагональных улицах города.

## История
В XVII веке чуть южнее нынешнего переулка проходила Казанская дорога.

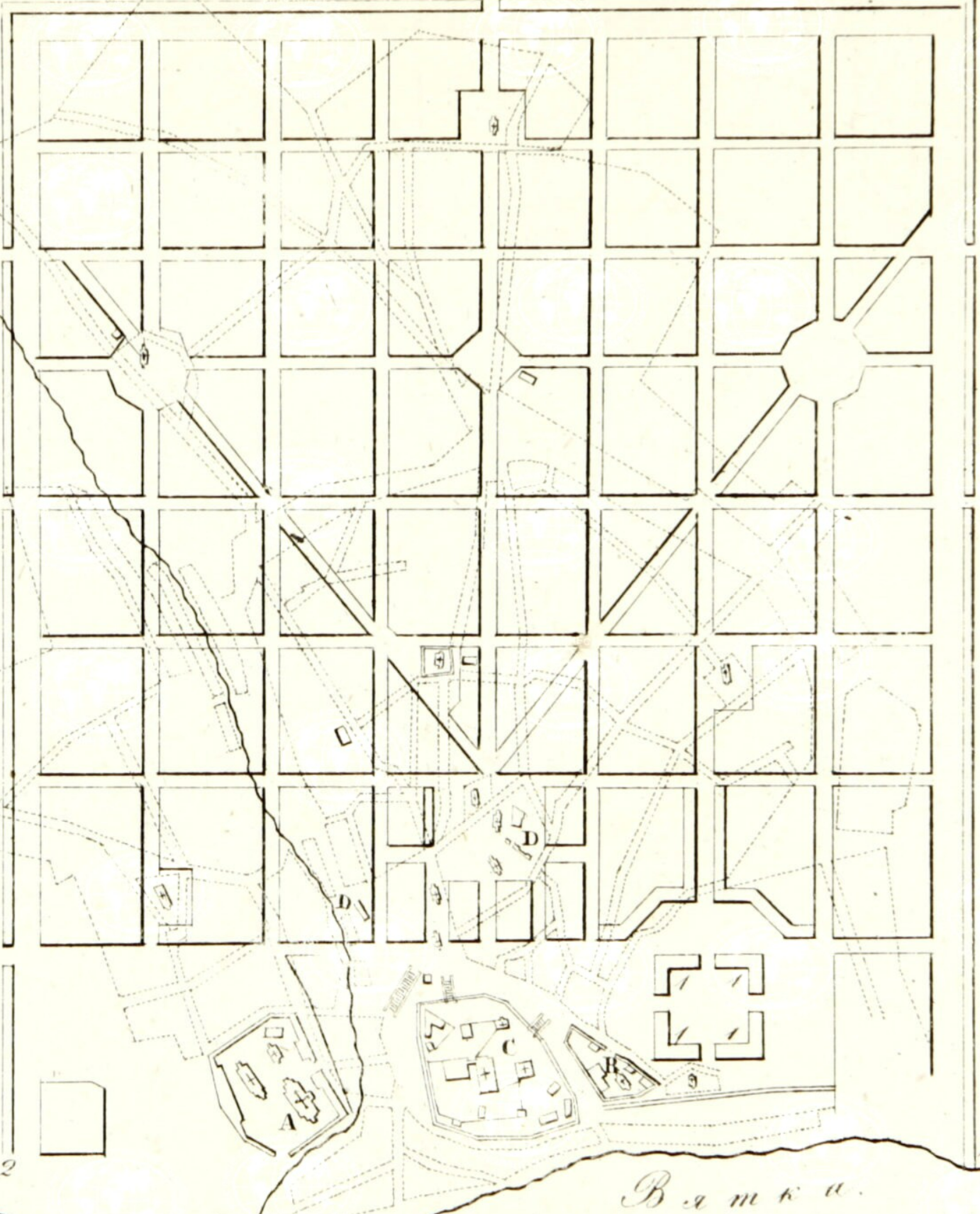
План Вятки от 1784 года. Часть левой диагональной улицы принадлежит переулку

В 1784 году был принят первый регулярный план застройки Вятки. Согласно ему на месте прежних хаотично расположенных улочек появилась чёткая застройка прямоугольными кварталами. От площади перед Хлыновским кремлём должны были отходить две улицы пересекающие кварталы по диагонали. Участок принадлежащий переулку был частью проектируемой Казанской улицы (не следует путать с нынешней Казанской улицей города).
Однако уже в 1804 году от диагональных улиц в плане города отказались. Это объяснялось тем, что в кварталах пересеченных диагональными улицами участки получались трапециедальной или даже треугольной формы. Такие участки были весьма неудобными для застройки и желающих иметь таковые долгое время не находилось.
Несмотря на изменения в плане, один участок диагональной улицы от оврага Малой Засоры (или иначе Копанский овраг — один из ранее существовавших оврагов города, ответвление от оврага Засоры) до Владимирской церкви (находилась на нынешней улице Карла Маркса), как отмечает А. Г. Тинский, «незаконно сохранился». В нём не было неудобных для застройки остротреугольных участков. Будущий переулок с Копанской и Никитской улицами (сейчас — Герцена и Володарского) соединял небольшой пешеходный мост. Места на данной территории были быстро разобраны под застройку. Здесь нашли свой дом купцы Василий Хохряков (в 1791 году), Семен Прозоров (в 1798 году), чиновник Кривский.
На планах города конца XIX — начала XX веков этот участок был указан как Безымянный переулок.
В советские годы переулку было дано имя Герцена по рядом проходящей одноимённой улице. Позже Владимирская церковь была уничтожена, а площадь вокруг неё застроена, что сделало переулок тупиковым.
В 1993 году переулок был назван Копанским в честь бывшего названия улицы Герцена.

## Застройка

### Дом-усадьба Николая Хохрякова (№ 4)
Ныне стоящий дом является копией дома художника. Причем, как утверждал Любимов, с явными отхождениями от оригинала.

Флигель усадьбы был построен в 1834—1857 годах и принадлежал М. Е. Мотовой, которая сначала сдавала, а в 1863 году продала его семье вятского мещанина Н. И. Хохрякова — отцу художника. В 1901 году флигель перешёл наследникам — детям Николаю, Наталье, Вере и Юлии. В 1990 году главный флигель был разобран. В 1998 году в новом доме был открыт музей художника.

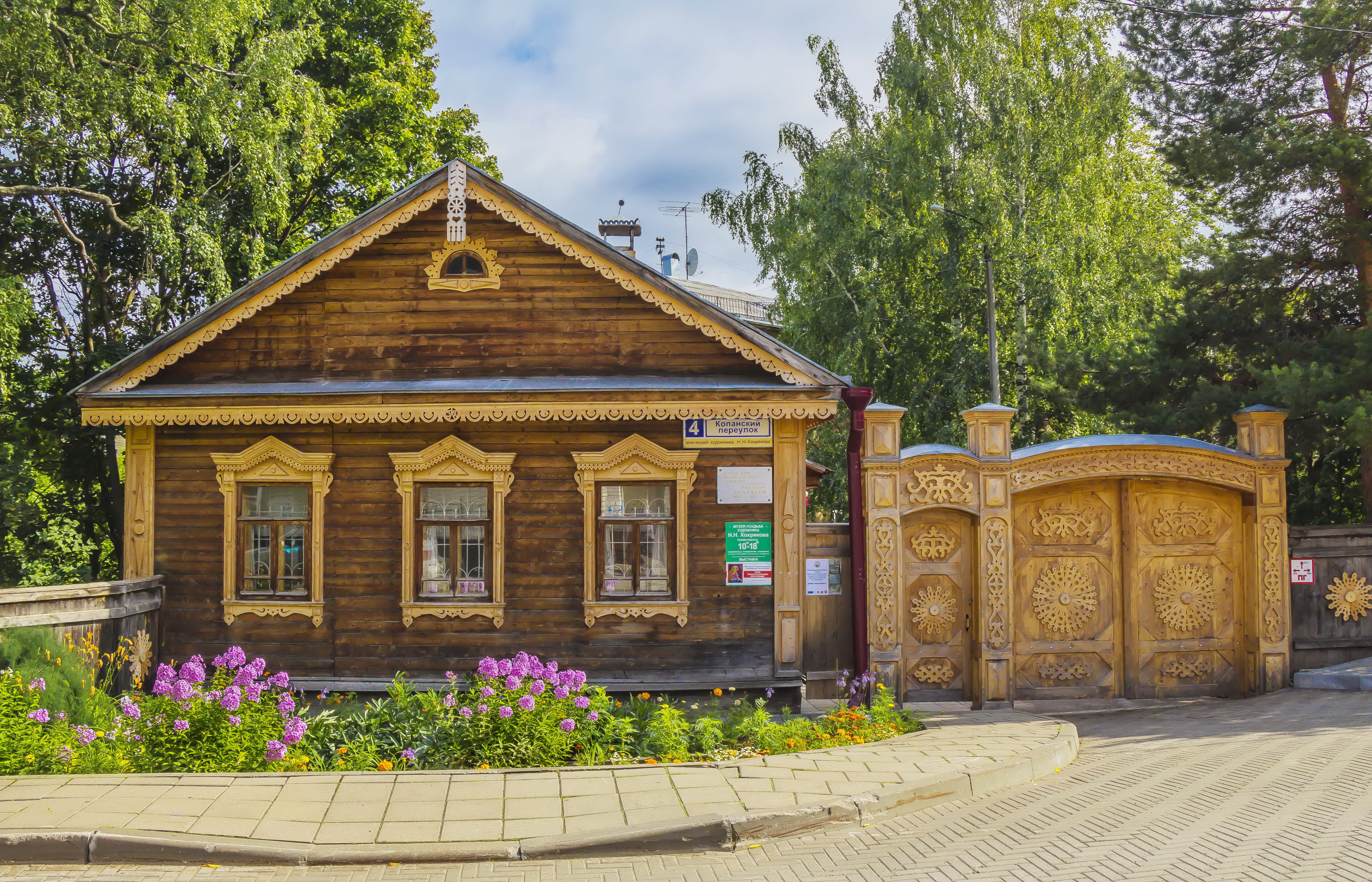
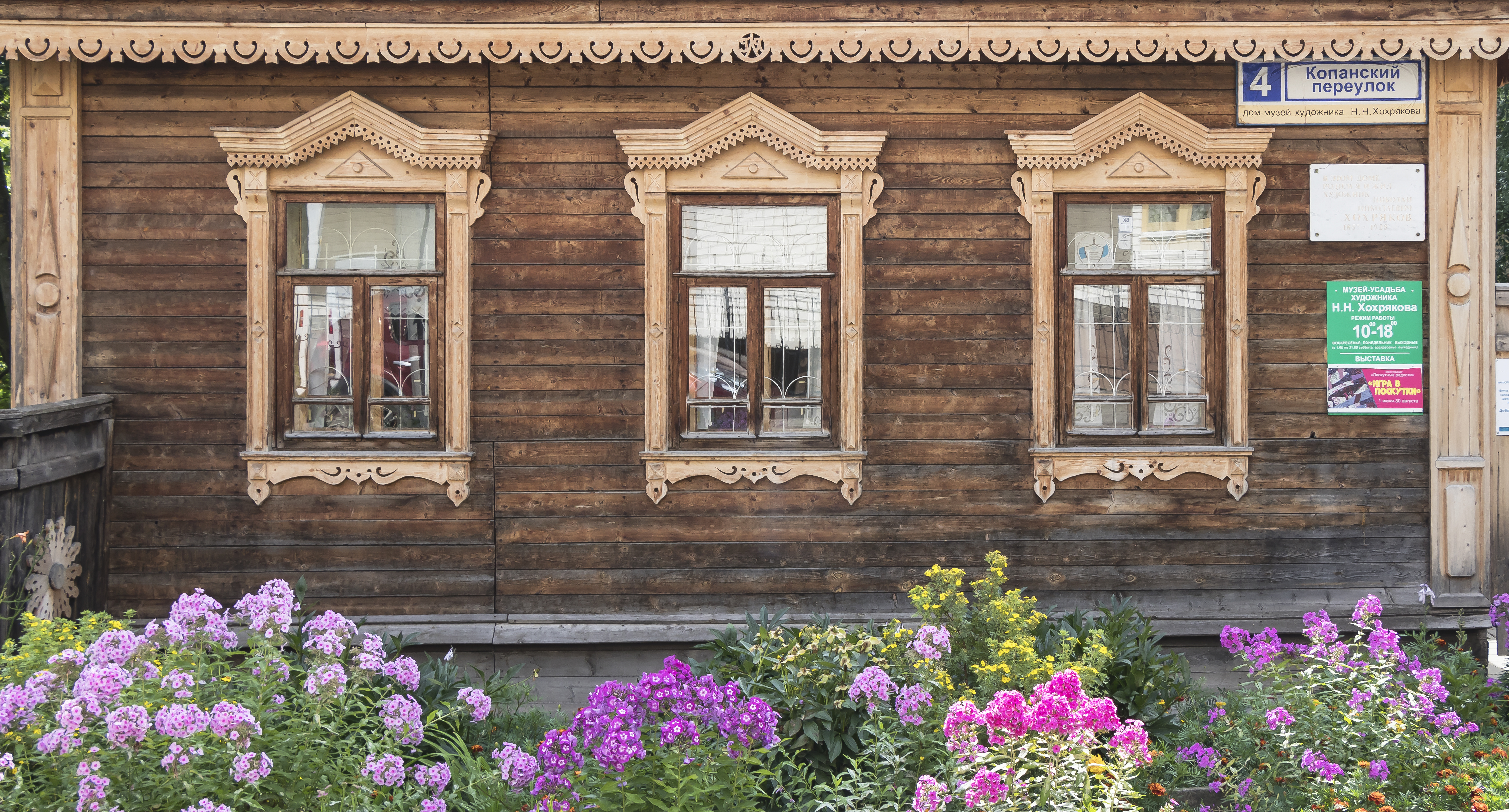
Окна усадьбы
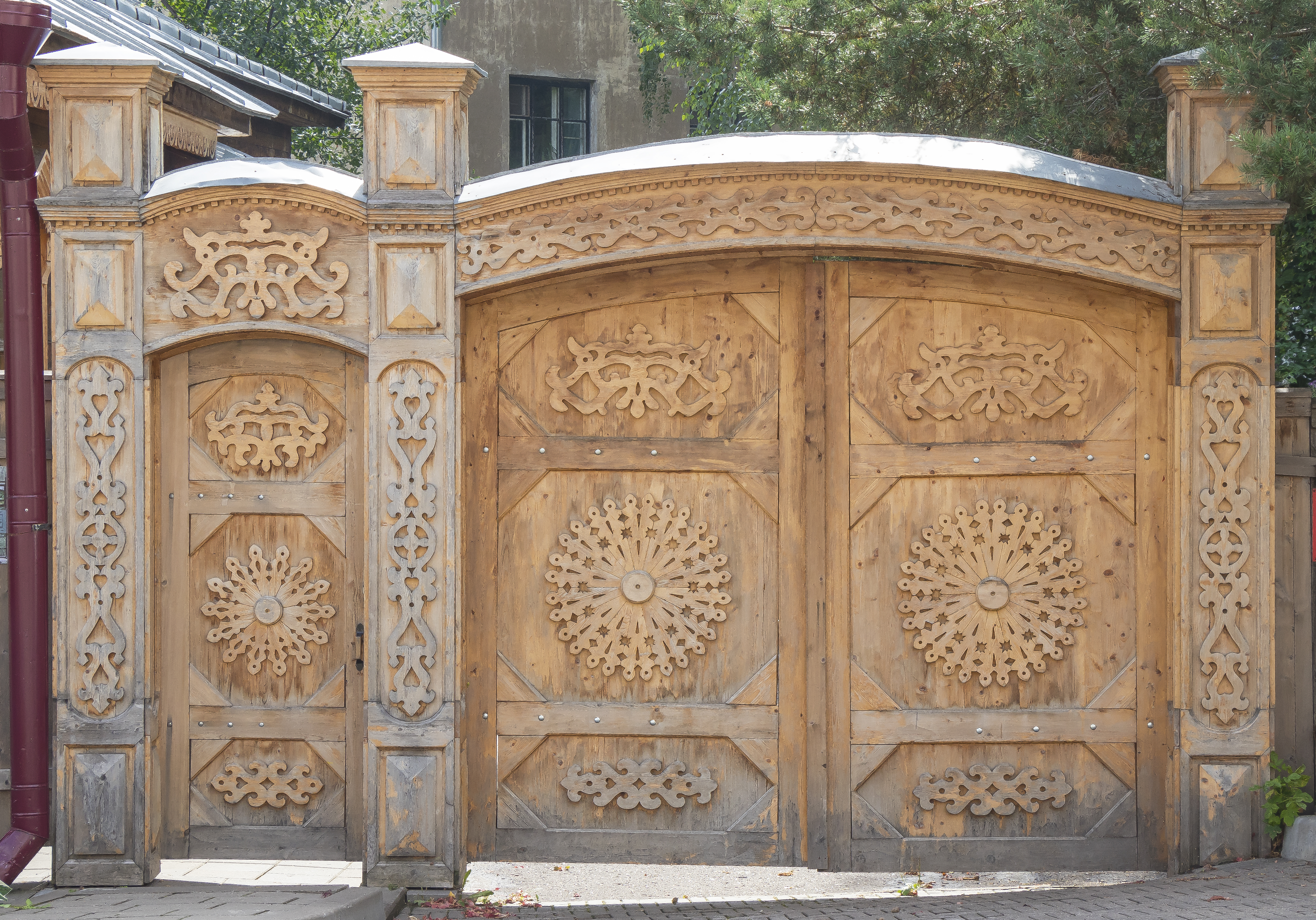
Ворота усадьбы

### Дом Макаровых (Дом Г. Суслопарова) (№ 6)
Вначале деревянным домом на этом месте владел Г. И. Макаров (знакомый А. Л. Витберга и М. Е. Салтыкова-Щедрина), а затем его вдова (крёстная Софьи Витберг). После дом был продан крестьянину занимавшемуся выпечкой хлеба Г. Суслопарову. Он построил каменный дом, который стоит здесь и поныне и увеличил в нём выпуск своей продукции. Последним дореволюционным владельцем дома была мещанка Р. С. Ухова.

### Снесённые дома
Противоположная дому Хохрякова сторона переулка начала застраиваться после 1910 года. Дома-флигели № 5 и 7 возвели крестьяне Пермяков и Садаков.
Дом № 9 принадлежал Н. И. Решетову. Здесь в 1903 году находилась мастерская по изготовлению-«постановке» электрических звонков.